# 莱比亚尔
莱比亚尔（法語：Les Biards，法語發音：[le bjaʁ]）是法国芒什省的一个旧市镇。1973年3月15日，莱比亚尔与邻近的8个市镇以关联合并的形式并入市镇伊西尼-勒比阿，莱比亚尔成为了伊西尼-勒比阿的关联市镇。

## 地理
莱比亚尔（48°35'0"N, 1°11'10"W）位于法国诺曼底大区芒什省，该省份为法国西北部沿海省份，西、北、东北三面环大西洋，东起顺时针与卡爾瓦多斯省、奧恩省、马耶讷省和伊勒-维莱讷省接壤。
莱比亚尔的时区为UTC+01:00、UTC+02:00（夏令时）。

## 行政
莱比亚尔的邮政编码为50540，INSEE市镇编码为50053。

## 人口
莱比亚尔于2018年1月1日时的人口数量为429人。